# Imre Gellért
Imre Gellért (* 8. Juni 1888 in Pilis; † 31. März 1981 in Los Angeles, Kalifornien, Vereinigte Staaten) war ein ungarischer Turner.

## Erfolge
Imre Gellért gab 1908 in London sein Olympiadebüt. Bei diesem schloss er den Einzelmehrkampf auf Rang 39 ab. Er nahm vier Jahre darauf auch an den Olympischen Spielen in Stockholm teil und belegte bei diesen den 17. Platz im Einzelmehrkampf. Darüber hinaus gehörte er zur ungarischen Turnriege im Mannschaftsmehrkampf. Dabei traten insgesamt fünf Mannschaften an, die aus 16 bis 40 Turnern bestanden und während des einstündigen Wettkampfs gleichzeitig antreten mussten. Bewertet wurden neben der Ausführung der Übungen an den Geräten auch das Verlassen und der Wechsel der Geräte sowie der Einmarsch zu Beginn. Am Ende wurden anhand eines Durchschnittswerts der einzelnen Nationen die Abschlussplatzierungen ermittelt. Neben den Ungarn traten auch Turnriegen aus Italien, Großbritannien, dem Deutschen Reich und Luxemburg an. Mit 53,15 Punkten setzten sich die Italiener gegen ihre Konkurrenten durch. Die Ungarn erzielten indes 45,45 Punkte und belegten damit vor den drittplatzierten Briten mit 36,90 Punkten den zweiten Platz. Gellért gewann somit zusammen mit Imre Erdődy, József Berkes, Győző Halmos, Samu Fóti, Ottó Hellmich, István Herczeg, József Keresztessy, Lajos Aradi, János Krizmanich, Elemér Pászti, Árpád Pédery, Jenő Réti, Ferenc Szűts, Ödön Téry und Géza Tuli die Silbermedaille.
1909, 1911 und 1912 wurde Gellért ungarischer Landesmeister im Einzelmehrkampf. Er schloss 1912 sein Studium an der Hochschule für angewandte Kunst ab und arbeitete für einige Zeit als Privatsekretär. 1921 wanderte er in die Vereinigten Staaten aus. Dort arbeitete er als Maler und Grafiker in New York, Cleveland und Hollywood.